# José Carlos Venegas

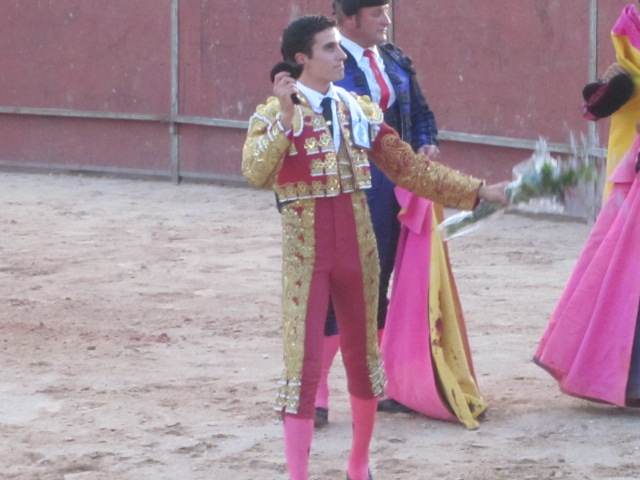
José Carlos Venegas en Sabiote.

José Carlos Venegas Fernández, torero español nacido en Beas de Segura (Jaén) el 18 de marzo de 1988, hizo su debut como novillero el día 14 de mayo de 2006 en la Real Maestranza de Sevilla, y tomó la alternativa en la Plaza de toros de Alicante el 7 de agosto de 2010.

## Inicios
Empezó su carrera profesional como alumno en la Escuela Taurina Municipal de Benidorm, (Alicante), donde se formó y recibió sus primeras clases de tauromaquia de manos del matador Jorge Prado. Vistió por primera vez de luces el 31 de mayo de 2003 en Benidorm, a partir de ahí toreó más de cuarenta corridas sin picadores en distintas plazas de toda la geografía española. En la Maestranza de Sevilla en 2005, fue triunfador del ciclo de novilladas nocturnas de verano. Su debut con picadores fue el 28 de febrero de 2006 en la Plaza de Toros de Villanueva del Arzobispo (Jaén), y el 14 de mayo de ese año hizo su debut como novillero en la Maestranza. En Las Ventas debutó el 8 de septiembre de 2007, en el certamen Ocho Naciones. Fue declarado mejor novillero de la feria taurina del  municipio murciano de Blanca, otorgándole el premio de Triunfador de la Feria de Blanca el 29 de noviembre de 2007. Ganador en la Feria del Arroz de Calasparra (Murcia) de la Espiga de  Oro.

## Matador de toros
Temporada 2010
Tras el anuncio de su alternativa el 3 de abril de 2010 en la Plaza de toros de Jaén, junto a Enrique Ponce como padrino y Cayetano Rivera de testigo, se vino al traste a raíz de tener que suspender la corrida por ciertos motivos, entre ellos la falta de toros, por no ser aprobados al no pasar el reconocimiento sanitario.
No sería hasta el 7 de agosto de 2010, cuando toma la alternativa en Alicante, siendo padrino Curro Díaz y testigo César Jiménez, y abriendo la puerta grande. Después seguirán los éxitos, llegando incluso a indultar dos toros, uno de ellos en Sabiote.
Temporada 2011
Comienza la temporada encerrándose el 27 de febrero con seis toros en la Plaza de Toros de Villanueva del Arzobispo, saliendo por la puerta grande tras cortar seis orejas.

## Presentaciones
- El 24 de marzo de 2011, es invitado especial a la 222 Tertulia Taurina de Segovia en mesón Patricia.[8][9]

## Peña Taurina
En Beas de Segura, se creó hace años la Peña Taurina José Carlos Venegas, es una de la cuarentena de peñas y asociaciones taurinas que hay en la provincia de Jaén.

## Música
En septiembre de 2005, se estrena un Pasodoble a José Carlos Venegas, compuesto por Antonio Cuadros García, músico de la Asociación Cultural Musical Santa Cecilia de Beas de Segura.